# Zacharias Hæggström

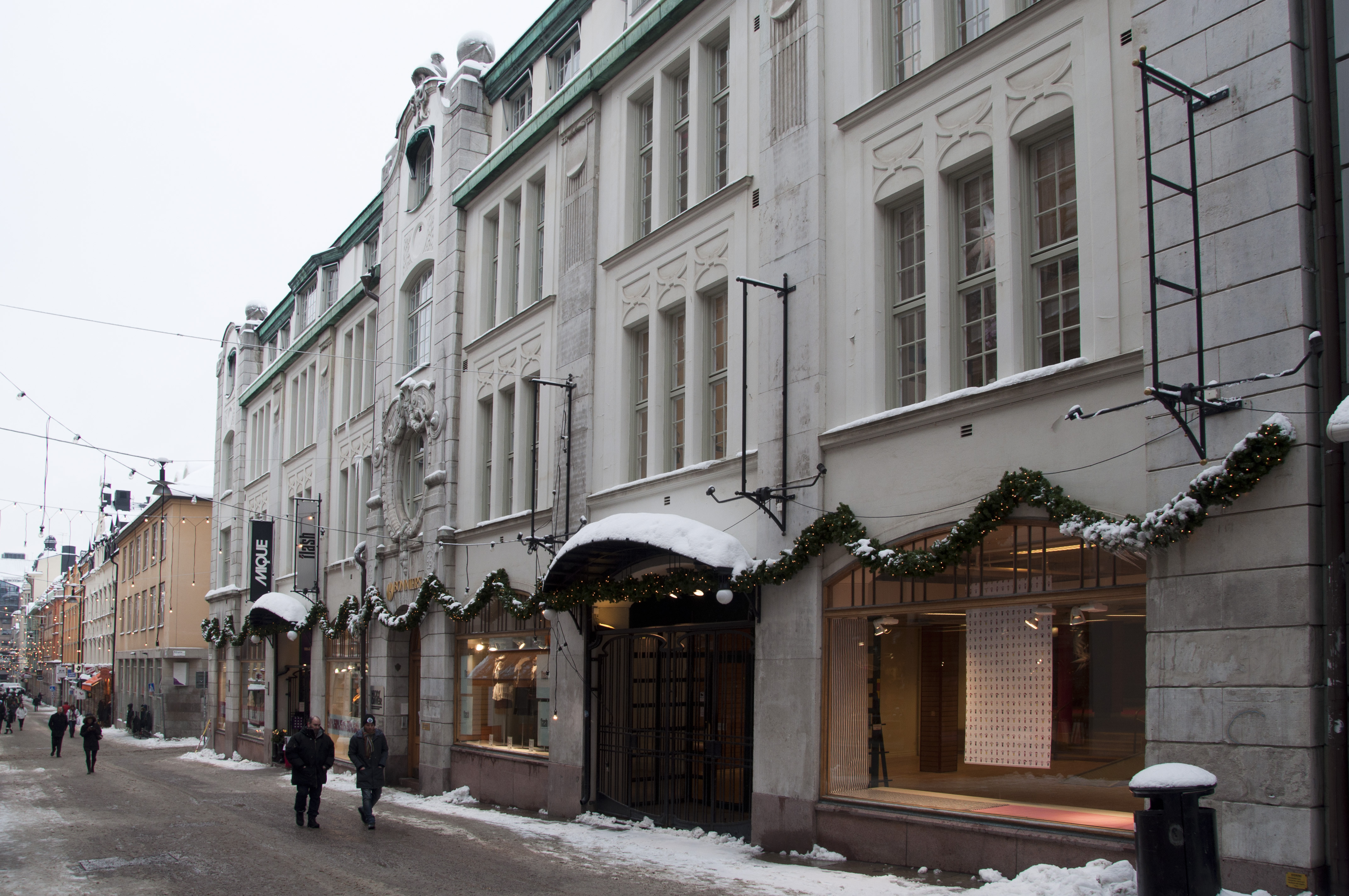
Ivar Haeggströms boktryckeri-byggnad från 1905, Gamla Brogatan 26.

Zacharias Hæggström, född 6 augusti 1787 i Umeå, död 31 oktober 1869 i Stockholm, var en svensk boktryckare och förläggare.
Hæggström var grundare av Hæggströms boktryckeri och bokförlags AB.

## Biografi
Zacharias Hæggströms föräldrar var komministern Olof Häggström och Maria Renhorn. Vid Uppsala universitet, dit Hæggström anlände 1804, ville han trots sin fattigdom försöka nå den filosofiska graden och disputerade pro exercitio 1809. Året förut hade hans barndomsvän Anders Magnus Strinnholm kommit till universitetet, också han med planer att bli filosofie magister, men liksom Hæggström utan egna tillgångar. En dag beslöt de bägge norrlänningarna att välja en annan levnadsbana och begav sig till Stockholm för att söka anställning på ett boktryckeri. Snart var den mekaniska delen av yrket inlärd, varpå de kom överens om att uppsätta ett eget tryckeri. 
Under det Strinnholm stannade i Stockholm, begav sig Hæggström 1811 till Greifswald och lyckades efter åtskilliga svårigheter, föranledda av kriget, att få ett litet tryckeri över till Sverige. År 1815 utgick Strinnholm ur bolaget, för att uteslutande ägna sig åt författarskap, under det Hæggström, som vid denna tid ändrade sitt namns stavningssätt till Hæggström, fortsatte tryckerirörelsen och sin påbörjade förlagsverksamhet, den senare till sin död. 
Bland den litteratur som Hæggström gav ut märks Walter Scotts romaner, översatta av Lars Arnell, Liljegrens och Brunius nordiska fornlämningar, Floderi handlingar till Karl XII:s historia, Strinnholms och Rühs' arbeten i svensk historia, arbeten av Hammarsköld, Læstadius och Euphrosyne, Eklunds historiska läroböcker, Bibliotek i populär naturkunnighet,  Hartmans Skandinaviens flora, Afzelius Svenska folkets sago-häfder, Schleiermachers och Ignells arbeten, Agardhs teologiska och Claësons filosofiska skrifter, Fries' botaniska utflykter, m. m. 
Mot slutet av sin levnad överlämnade Hæggström tryckeriet till sin son Ivar Hæggström, men fortsatte förlagsrörelsen till sin död. Han är begravd på Norra begravningsplatsen utanför Stockholm.
Han var gift med Eva Burström. Dottern Sofia Margareta var gift med Gunnar Olof Hyltén-Cavallius och därmed farmor till Ragnar Hyltén-Cavallius. En kusin till henne blev mor till tonsättaren Henning Mankell och farfars mor till författaren Henning Mankell.